# بيلي إيفانجليستا
بيلي إيفانجليستا (بالإنجليزية: Billy Evangelista؛ مواليد 7 أكتوبر 1980) هو مُقاتل فنون قتالية مختلطة أمريكي.

## وصلات خارجية
- بيلي إيفانجليستا على موقع شيردوغ (الإنجليزية)
- بيلي إيفانجليستا على موقع IMDb (الإنجليزية)
- بيلي إيفانجليستا على موقع قاعدة بيانات الفيلم (الإنجليزية)